# Halleluja, o det jublar
Halleluja, o det jublar är en psalm med text från 1917 av Einar Karlsson och musik från 1925 av Einar Ekberg. Texten bearbetades 1985 av Pereric Boström.

## Publikation
- Psalmer och Sånger 1987 som nr 645 under rubriken "Att leva av tro - Glädje - tacksamhet".[2]
- Segertoner 1988 som nr 563 under rubriken "Att leva av tro - Glädje - tacksamhet".[1]

### Fotnoter
1. 1 2  Heinerborg, Karl-Erik; Lennart Jernestrand (1988). Segertoner melodisångbok. Stockholm: Förlaget Filadelfia. Libris 911558
2. ↑   Psalmer och sånger. Örebro: Libris. 1987. Libris 7623713. ISBN 91-7214-134-4